# Extrémně velký dalekohled
Extrémně velký dalekohled (anglicky Extremely Large Telescope – ELT, dříve Evropský extrémně velký dalekohled) je připravovaný největší dalekohled na světě. Na hoře Cerro Armazones v severní Chile jej staví Evropská jižní observatoř (ESO). Jeho základní kámen byl položen v květnu 2017; s uvedením do provozu se počítá v roce 2030.
Dalekohled má mít průměr hlavního zrcadla 39,3 m (dosud největší jednotlivý dalekohled na světě Gran Telescopio Canarias má zrcadlo velké 10,4 m). Bude složeno z 798 šestiúhelníkovitých segmentů o průměru 1,4 m. Systém bude vybaven aktivní optikou, která bude korigovat obraz při náklonu zrcadla nebo při změně teploty, a adaptivní optikou, která bude reagovat na chvění zemské atmosféry. Kupole, ve které bude dalekohled umístěn, bude mít průměr 86 m a výšku 74 m.
Přístroj bude určen k pozorování v oblastech od viditelného světla po střední infračervené vlnové délky. Vzhledem k tomu, že půjde o výrazně větší dalekohled než dosavadní, očekávají se od něj objevy ve většině odvětví astronomie, především v hledání exoplanet a protoplanetárních systémů, v zkoumání povahy a rozložení temné hmoty a temné energie nebo objevy týkající se formování a evoluce největších struktur vesmíru.

## Popis

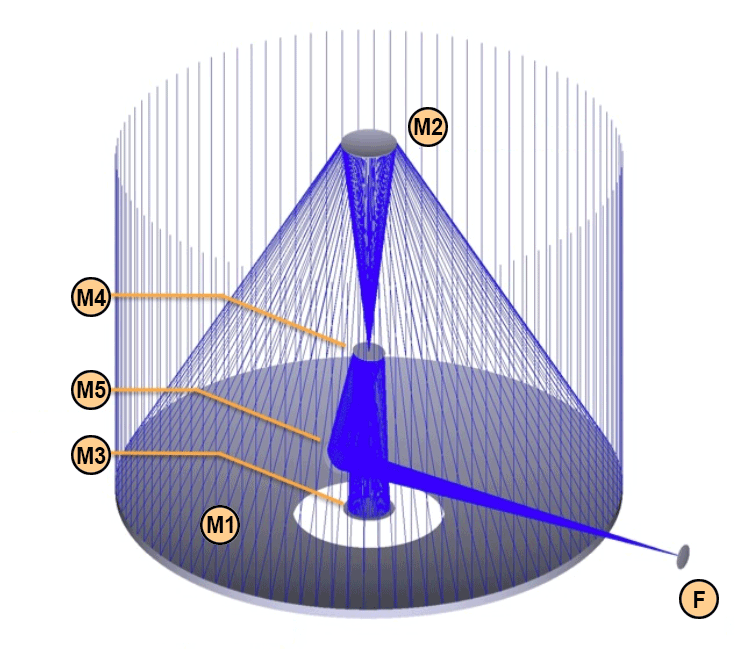
Schéma optické konfigurace dalekohledu se zrcadly M1 až M5. F – Nasmythovo ohnisko.

Systém bude určen k pozorování v oblastech od viditelného světla po střední infračervené vlnové délky. Plánovaná životnost zařízení je nejméně 30 let.
Dalekohled bude ovládán z řídící místnosti z vedlejší observatoře Paranal, kde bude působit také vědecký personál. Obě observatoře budou propojeny optickými kabely. Na observatoři Cerro Amazones bude především technický personál dalekohledu, zařízení pro pokovování zrcadel, místní dílny, ostraha apod.

### Zrcadla dalekohledu
Dalekohled bude využívat novou optickou koncepci s celkem pěti zrcadly. Tento počet zrcadel (současné velké dalekohledy mají obvykle tři zrcadla) byl zvolen především kvůli zkrácení celkové délky dalekohledu.
- Primární zrcadlo bude složeno z 798 šestiúhelníkovitých segmentů o průměru 1,4 m a tloušťce 5 cm, které dohromady představují odraznou plochu o celkové velikosti 978 m². Vnější průměr soustavy bude 39,3 m, uvnitř bude prostor bez zrcadel o průměru 10,4 m. Systém bude vybaven aktivní optikou, která bude korigovat tvar zrcadla při náklonu nebo při změně teploty.
Zrcadla budou vyrobena ze Zeroduru, sklokeramického materiálu s velmi nízkou tepelnou roztažností, který zaručuje zachování tvaru zrcadla i při větších změnách teploty.[6] Povrch zrcadla bude vybroušen s přesností 15 nm a pokoven vrstvou stříbra nebo hliníku.
Kromě 798 segmentů zrcadla, které budou umístěny v dalekohledu, bude vyrobeno ještě 133 záložních, které budou použity především k náhradě těch segmentů hlavního zrcadla, u kterých se zhorší odrazivost. U vyměněných prvků se odstraní kovová vrstva a opět se nanese nová. Počítá se s tím, že toto pokovování bude probíhat v servisním středisku na úpatí hory Cerro Armazones, na které bude dalekohled umístěn.

- Sekundární zrcadlo bude monolitické o průměru 4,2 m.[7] S tímto průměrem půjde o největší sekundární zrcadlo v dalekohledu a také o největší konvexní zrcadlo, jaké kdy bylo vyrobeno.[8] Je vyrobeno také ze Zeroduru.

- Třetí zrcadlo, umístěné ve volném prostoru uprostřed primárního zrcadla, bude mít průměr 3,8 m.

- Čtvrté zrcadlo bude umístěno také v optické ose dalekohledu, bude rovinné a bude vybaveno systémem adaptivní optiky, která má odstraňovat zhoršení kvality a rozmazání obrazu hvězd způsobené chvěním vzduchu. Jeho účelem bude odrážet obraz mimo hlavní osu dalekohledu na páté zrcadlo.

- Páté zrcadlo přivede obraz mimo vlastní dalekohled k měřicím přístrojům, které budou umístěny po stranách hlavního zrcadla v tzv. Nasmythově ohnisku.

#### Lasery
Pro systém adaptivní optiky bude mít dalekohled k dispozici šest laserů, které budou ve výšce asi 90 km vytvářet umělé sodíkové hvězdy, podle jejichž obrazu bude korigován tvar čtvrtého zrcadla. Půjde o lasery produkující žluté světlo o vlnové délce 589 nm. Pro funkci dalekohledu jsou nutné čtyři z nich, další dva jsou potřebné pro některé vědecké přístroje.

### Konstrukce
Hlavní nosná konstrukce dalekohledu by měla vážit asi 2 800 tun. Kupole dalekohledu bude mít průměr 86 m a výšku 74 m. Bude polokulovitá s dvěma zakřivenými, bočně otevíranými dveřmi. Je navržena tak, aby byl dalekohled schopen pozorovat objekty od výšky 20° nad horizontem až k zenitu. Celá stavba zabírá plochu odpovídající fotbalovému hřišti.
Při návrhu konstrukce přístroje byla věnována pozornost i ochraně přístroje proti zemětřesení. Místo stavby leží – podobně jako většina území Chile – nedaleko místa styku dvou tektonických desek: Jihoamerické desky a desky Nazca. Proto jsou zde zemětřesení častá.

### Přístroje

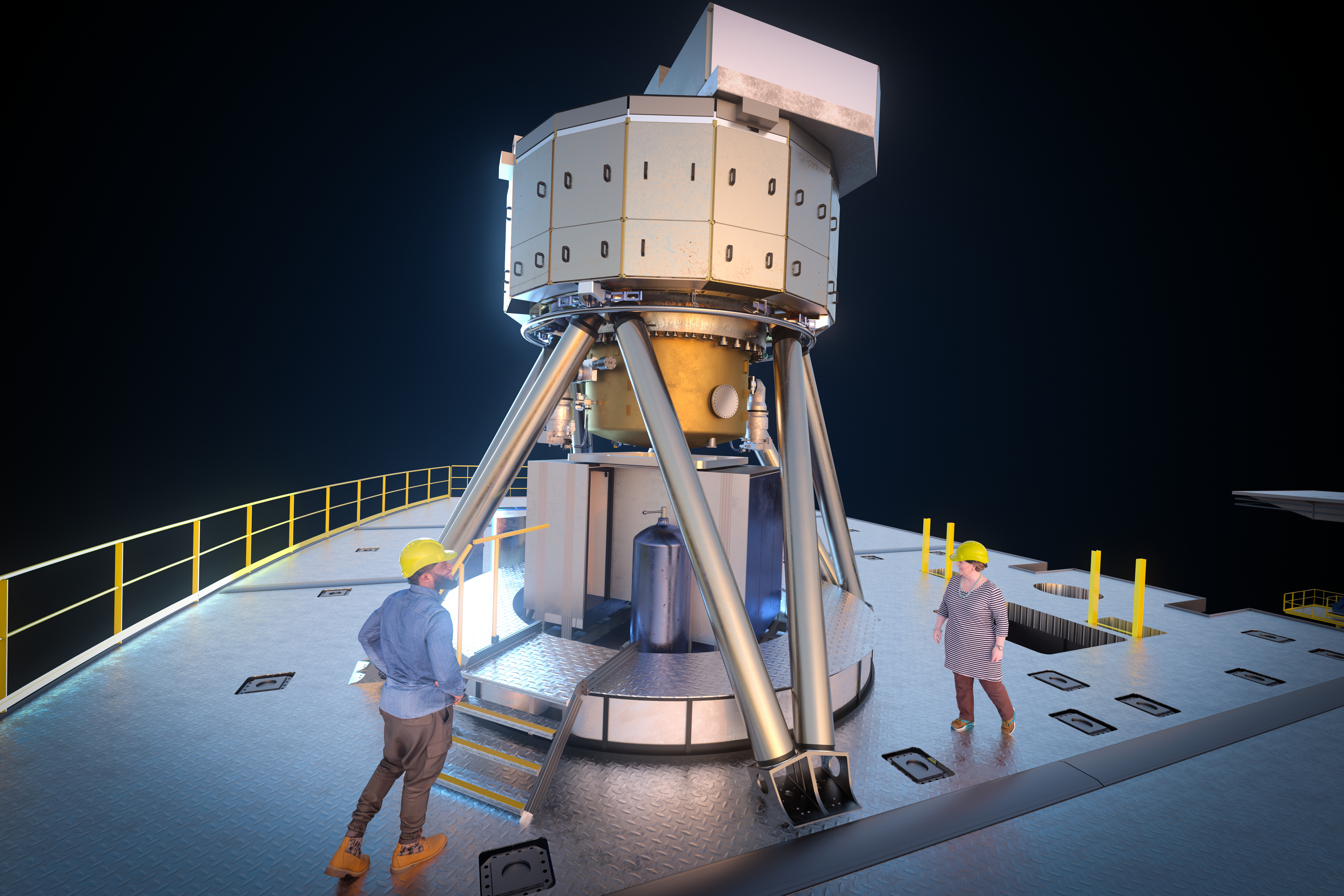
Kamera MICADO

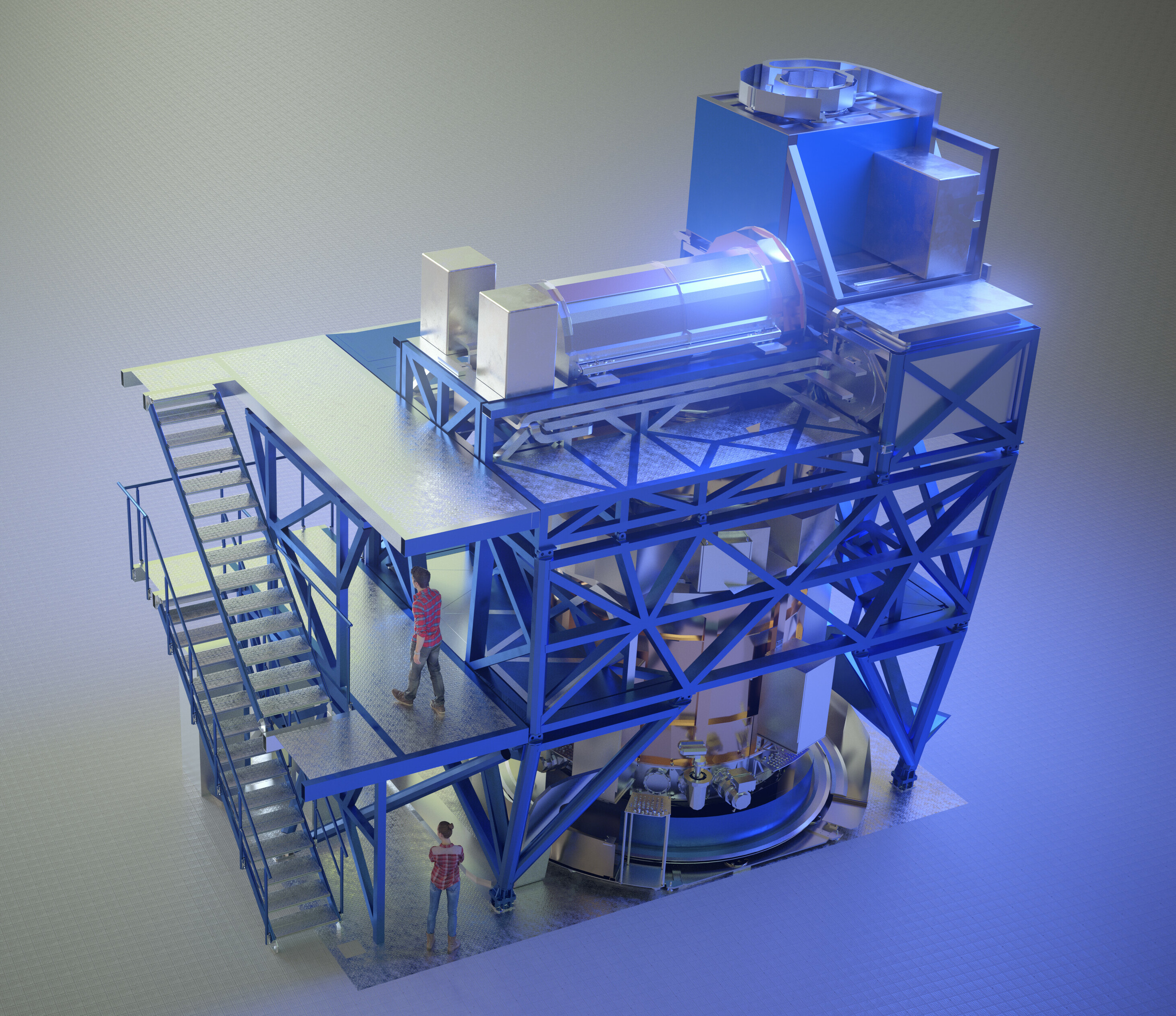
Spektrograf HARMONI

V ohniscích dalekohledu bude k dispozici několik přístrojů k zaznamenávání obrazu nebo k měření vlastních vědeckých dat.
- MICADO – Multi-AO Imaging Camera for Deep Observations: kamera pro blízkou infračervenou oblast (vlnové délky 0,8–2,4 µm). Bude jedním z prvních přístrojů, které budou připraveny při uvedení dalekohledu do provozu.[14] Tuto dvoupatrovou kameru připravuje mezinárodní sdružení sedmi institucí pod vedením německého Max-Planck-Institut für extraterrestrische Physik.[15] Bude umístěna v kryostatu (izolované nádobě chlazené na extrémně nízkou teplotu). Měla by se využít hlavně k zobrazování detailní struktury galaxií s vysokým rudým posuvem, studiu jednotlivých hvězd v blízkých galaxiích nebo pro zkoumání prostředí s extrémně velkými gravitačními sílami, například blízko supermasivní černé díry uprostřed naší Galaxie.
- HARMONI – High Angular Resolution Monolithic Optical and Near-infrared Integral field spectrograph: víceúčelový spektrograf pro viditelné a blízké infračervené záření (0,47–2,45 µm).[16] Tento přístroj by měl být zvlášť vhodný pro pozorování galaxií v raném vesmíru nebo pro detailní snímky exoplanet.
- METIS – Mid-infrared ELT Imager and Spectrograph: kamera a spektrograf pro střední infračervenou oblast (3–20 μm).[17] Bude použit k zkoumání exoplanet, protoplanetárních disků, těles ve sluneční soustavě, aktivních jader galaxií a infračervených galaxií s extrémním rudým posunem.
- MAORY – Multi-conjugate Adaptive Optics RelaY for the ELT: modul adaptivní optiky pracující v oblasti vlnových délek 0,8–2,4 μm určený v prvních letech pozorování především pro spolupráci s kamerou MICADO.[18] K vytvoření referenčních hvězd bude využívat šesti sodíkových laserů.

Další přístroje – např. spektrograf s vysokým rozlišením HIRES nebo víceobjektový spektrograf MOSAIC – se v roce 2017 nacházely v prvních etapách přípravy (Phase A).

### Porovnání
ELT soustředí 100milionkrát více světla než lidské oko, 8milionkrát více než Galileův dalekohled a 26krát více než jeden dalekohled VLT na observatoři Paranal.
Získá také více světla než všechny existující 8 až 10 metrové dalekohledy na světě dohromady.

## Cíle pozorování

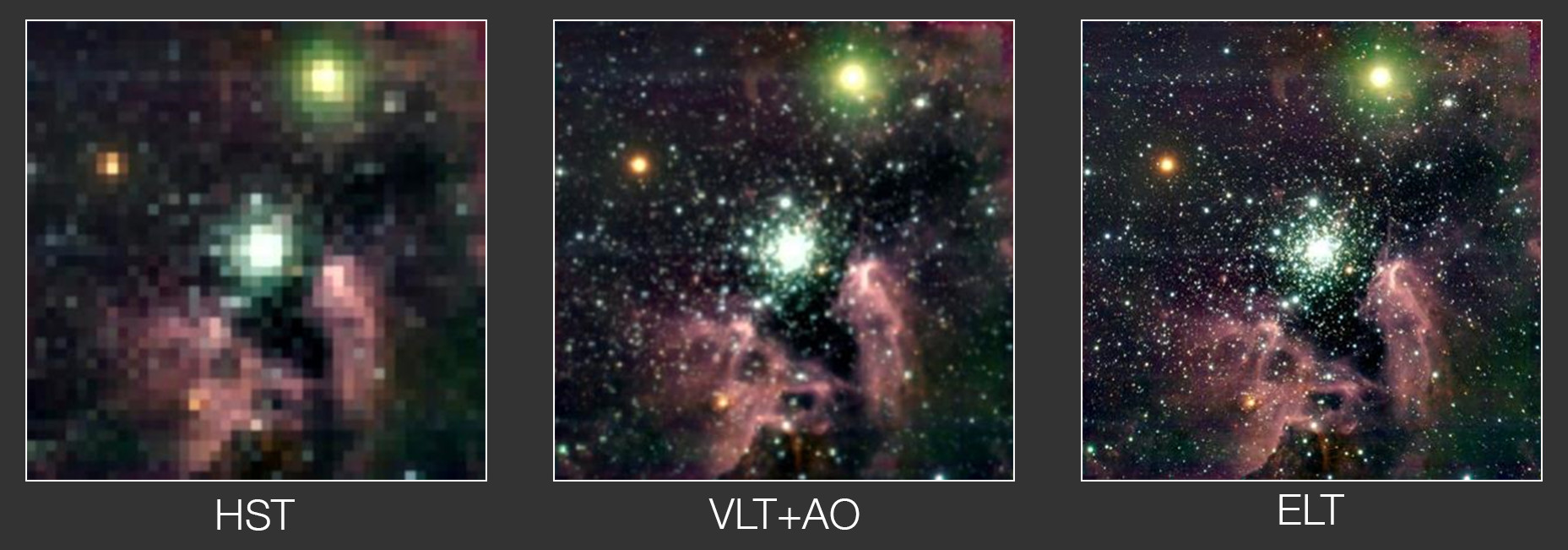
Porovnání snímků z Hubbleova kosmického dalekohledu (vlevo), dalekohledů VLT s modulem adaptivní optiky (uprostřed) s předpokládaným zobrazením pomocí Extrémně velkého dalekohledu (vpravo)

Porovnání velikosti primárního zrcadla ELT (zelené vpravo) s dalšími existujícími i plánovanými dalekohledy

Vzhledem k velikosti dalekohledu se od něj očekávají objevy ve většině odvětví astronomie. Primární by mělo být
- hledání exoplanet a protoplanetárních systémů (měl by být schopen pozorovat exoplanety velikosti Země)[21]
- zkoumání povahy a rozložení temné hmoty a temné energie
- studium formování a evoluce největších struktur vesmíru
- zkoumání silné gravitace, základních konstant (např. kosmologické konstanty), struktury časoprostoru apod.

Podle představ z roku 2015 by – i vzhledem k blízké geografické vzdálenosti – měla být výzkumná činnost dalekohledu ELT koordinována s dalekohledy ESO na Observatoři Paranal, především s VLT/VLTI a VISTA.

## Porovnání ELT s dalšími největšími dalekohledy
| Jméno                               | Průměr zrcadla (m) | Plocha zrcadla (m²) | První světlo    |
| ----------------------------------- | ------------------ | ------------------- | --------------- |
| ELT                                 | 39,3               | 978                 | 2029            |
| Třicetimetrový dalekohled (TMT)     | 30                 | 655                 | ?               |
| Velký Magellanův dalekohled (GMT)   | 24,5               | 368                 | „konec 20. let“ |
| Jihoafrický velký dalekohled (SALT) | 11,1 × 9,8         | 79                  | 2005            |
| Gran Telescopio Canarias (GTC)      | 10,4               | 74                  | 2007            |
| Keckovy dalekohledy                 | 10,0               | 76                  | 1990, 1996      |
| Very Large Telescope (VLT)          | 8,2                |                     | 1998–2000       |

## Historie

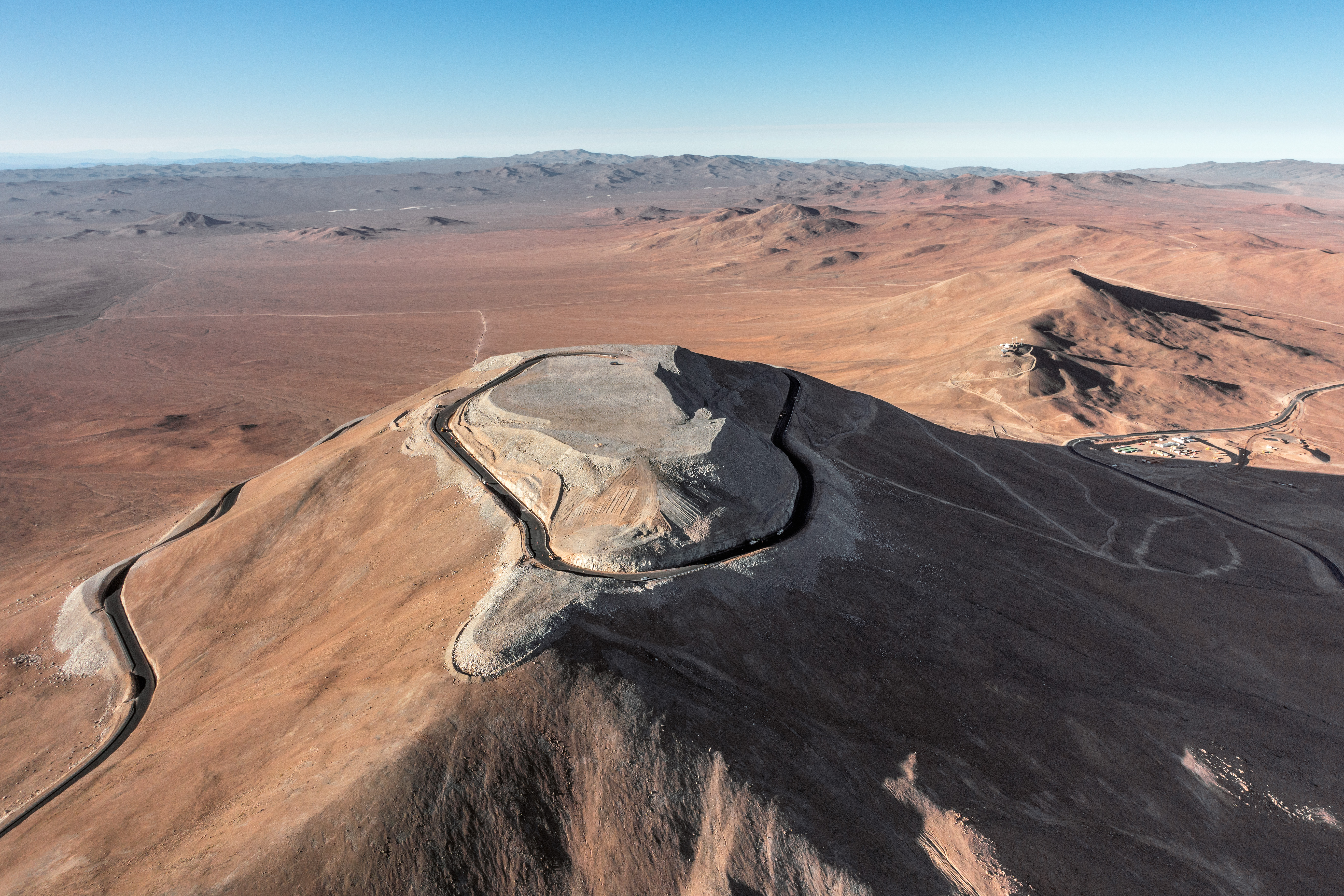
Dokončení hrubých zemních prací na hoře Cerro Amazones v roce 2015

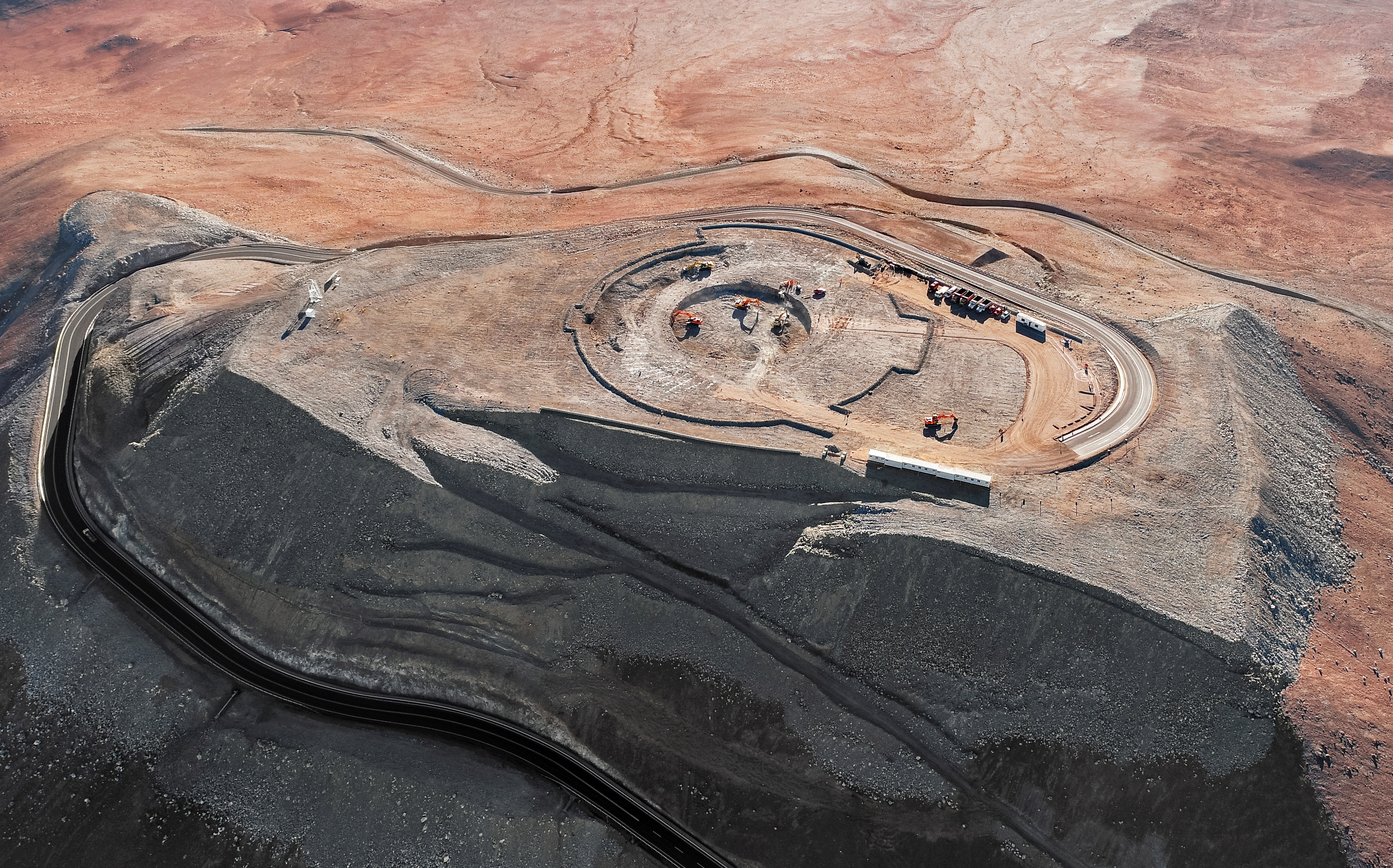
V roce 2018 byla zahájena stavba základů: rýsuje se tvar základů kopule

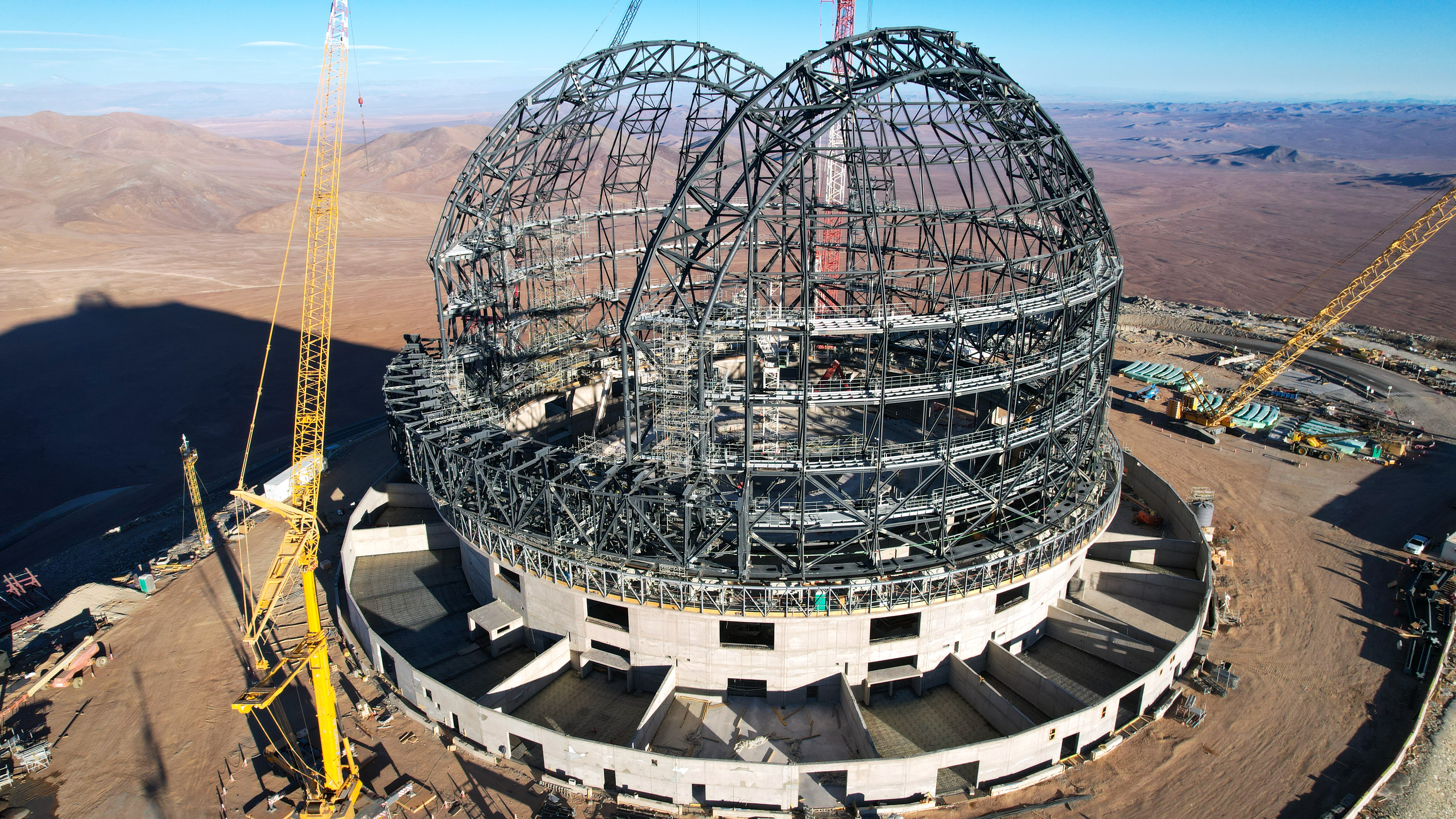
V roce 2023 dosáhla konstrukce kopule konečné výšky

Dalekohled vyvíjí od roku 2005 Evropská jižní observatoř. Stalo se tak na základě rozhodnutí rady této organizace, aby „zachovala vůdčí roli evropské astronomie v období mimořádně velkých dalekohledů“. Pro přístroj bylo hledáno několik míst:
- V Chile na horách Cerro Ventarrones (2 837 m n. m.) a Cerro Armazones (3 064 m n. m.) – obě několik desítek kilometrů od již existující Observatoře Paranal.
- na observatoři Roque de los Muchachos (2 346 m n. m.) na Kanárských ostrovech ve Španělsku, kde už je umístěn mj. dalekohled Gran Telescopio Canarias o průměru 10,4 m,
- na hoře Cerro Macon (4 653 m n. m.) v provincii Salta v severozápadní Argentině,
- na Djbel Aklim (2 350 m n. m.) v pohoří Antiatlas v Maroku.

Uvažováno bylo i několik další míst, např. v Antarktidě na vrcholu „Dome C“ (3 223 m n. m.).
Na jednotlivých místech byly sledovány meteorologické podmínky: zejména síla a směr větru, relativní vlhkost vzduchu a množství aerosolů v ovzduší. Dále byla zkoumána turbulence atmosféry, jas oblohy, seismická pevnost podloží nebo např. to, v jaké míře se zde vyskytují kondenzační stopy po tryskových letadlech.
Týmy, které zkoumaly vhodná místa, si vzájemně sdílely informace se skupinou, která hledala umístění pro Třicetimetrový dalekohled.

### Hlavní kroky projektu

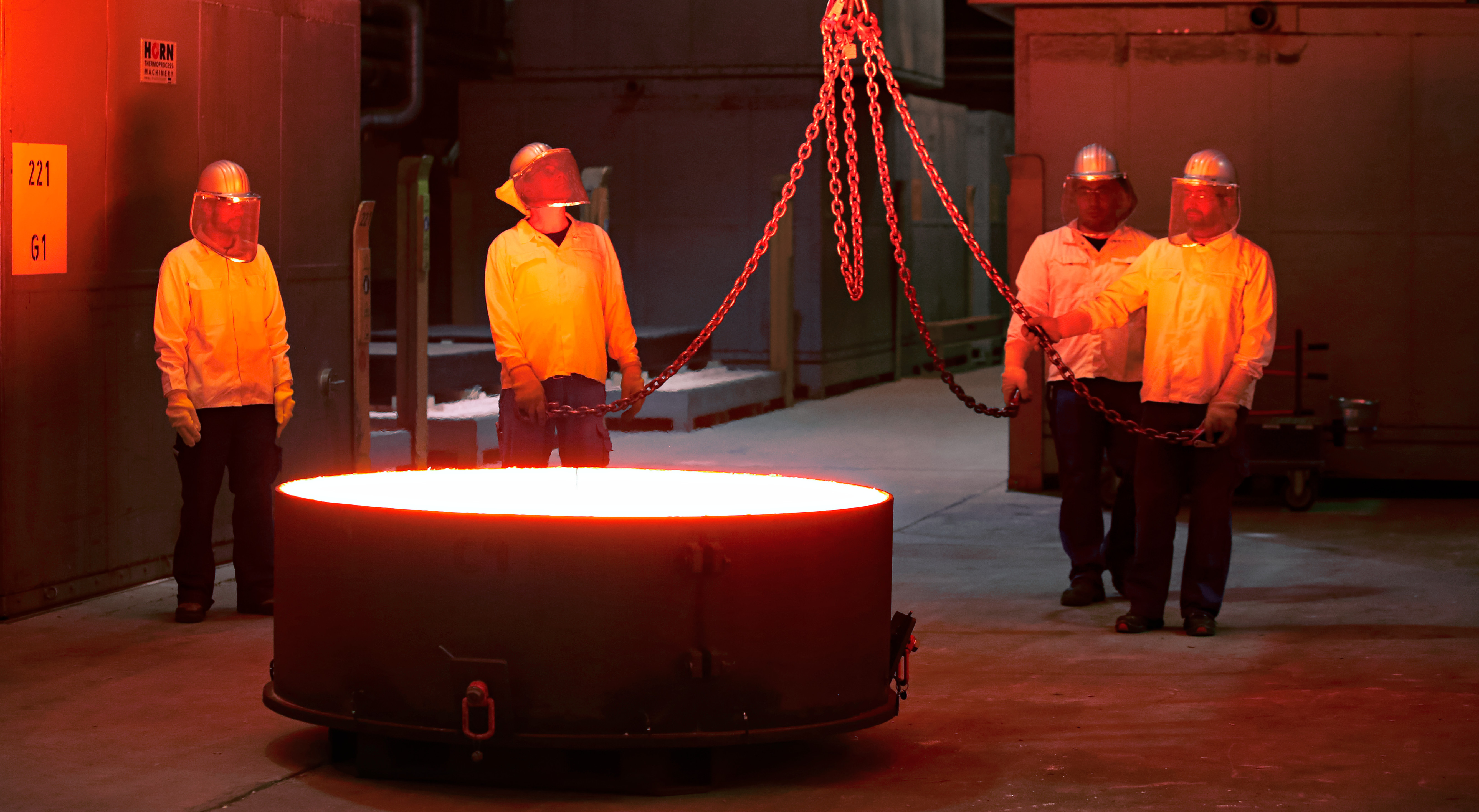
Polotovar prvního segmentu hlavního zrcadla (leden 2018)

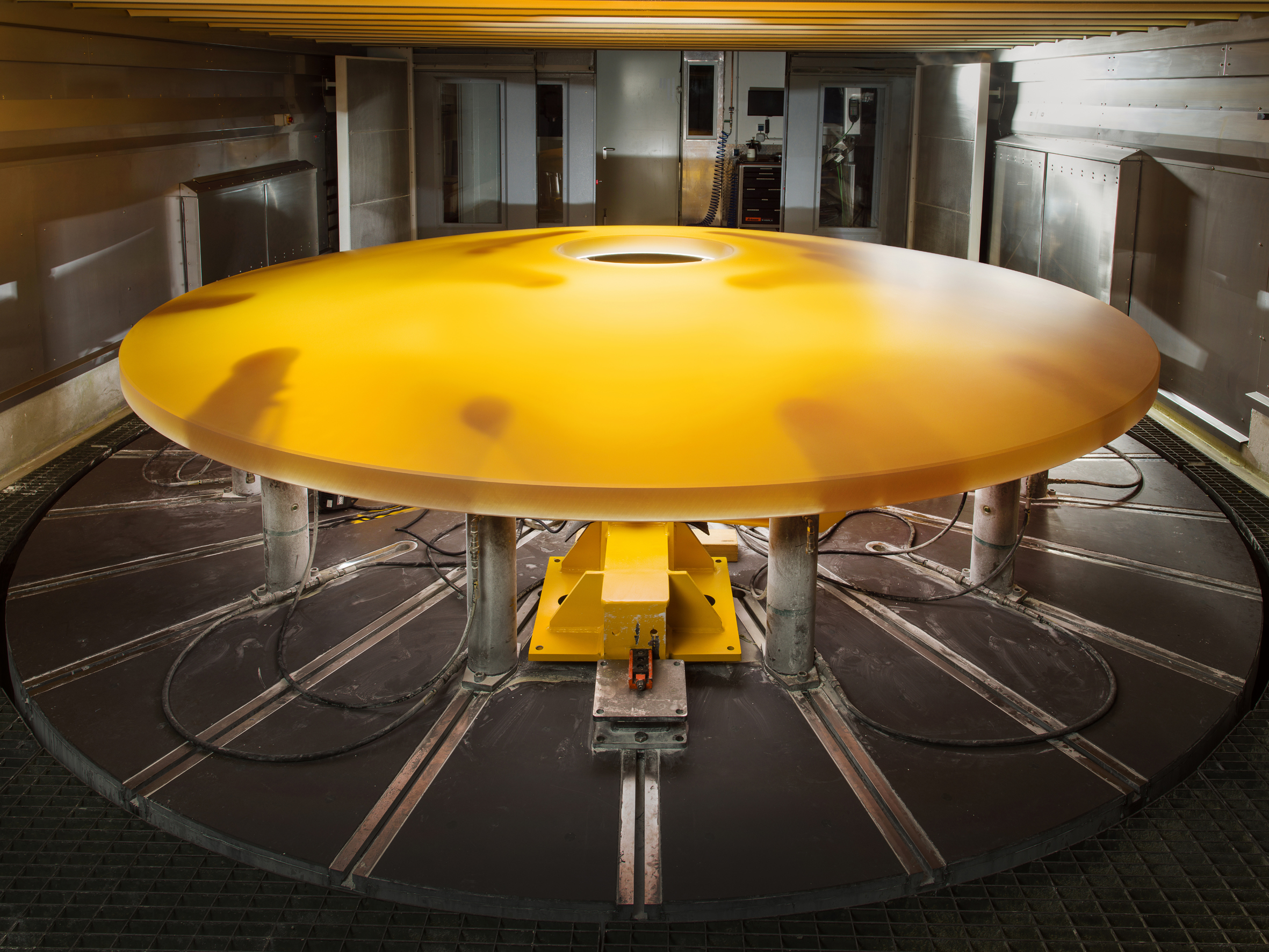
Zrcadlo M2 před leštěním (rok 2019)

- V roce 2005 byla vypracována první studie na dalekohled o průměru zrcadla 100 m – Overwhelmingly Large Telescope (OWL). Po mezinárodním posouzení se tento koncept ukázal jako technicky nereálný. V další studii bylo proto zrcadlo zmenšeno na 42 m.[26]
  - Projekt OWL nebyl zcela opuštěn a objevily se úvahy o výstavbě dalekohledu ESO o průměru 60–100 m po roce 2050.[27]

- V listopadu 2006 byl tento návrh podroben detailním diskusím na konferenci v Marseille za účasti více než 250 evropských astronomů.[23]

- V roce 2010 byl vybrán vrchol hory Cerro Armazones v severním Chile v nadmořské výšce 3 060 m. Pro lokalitu rozhodly především velmi dobré pozorovací podmínky a také blízkost jiné už existující Observatoře Paranal, od které je vzdálena 20 km východně. Chilská vláda pro observatoř darovala 189 km² půdy.[24]

- V roce 2011 ESO rozhodla o tom, že se odebere jedna vnější řada šestiúhelníkovitých segmentů hlavního zrcadla a tím se zmenší hlavní zrcadlo na 39,3 m.[21] To snížilo náklady na projekt z 1,275 miliard euro na 1,055 miliard.[28] Dosáhlo se toho nejen snížením počtu segmentů, ale i zmenšením velikosti sekundárního zrcadla z 5,9 na 4,2 m, což umožnilo použít lehčí a levnější konstrukci, která jej bude držet.
- V roce 2011 také podepsala Česká republika dohodu o svém finančním podílu na výstavbě.[29] V té době se počítalo s uvedením dalekohledu do provozu roku 2020.[30] Plány z roku 2016 posunuly tento termín na rok 2024 až 2025, přerušení výstavby způsobené epidemií covidu-19 pak na rok 2027.[21]

- V roce 2014 schválila rada ESO vlastní výstavbu dalekohledu. K tomuto datu měla zajištěno 90 % potřebných zdrojů.[31] Současně bylo rozhodnuto, že některé části projektu se přesunou do další části, tzv. fáze 2.[32] Jde především o:[33]
  - 210 z celkových 798 segmentů zrcadla (půjde o pět nejvnitřnějších řad),
  - 133 segmentů, které budou připravovány jako náhradní,
  - dva ze šesti laserů pro modul adaptivní optiky.

- V roce 2015 byly dokončeny hrubé zemní práce na plošině pro dalekohled na vrcholu hory Cerro Armazones.

- V únoru 2016 podepsala ESO smlouvu se sdružením „ACe Consorcium“ na výstavbu kopule a nosné konstrukce dalekohledu.[34] S částkou 400 milionů euro jde o největší kontrakt v dějinách pozemní astronomie.

- V květnu 2017 byl slavnostně položen základní kámen dalekohledu.[12] Byl také podepsán kontrakt na výrobu hlavního zrcadla[35] a v Německu bylo odlito sekundární zrcadlo dalekohledu.[8] a začala stavba základů pro budovu dalekohledu.

- V lednu 2018 byly odlity první segmenty primárního zrcadla.[6] V prosinci bylo oznámeno posunutí termínu pro uvedení do zkušebního provozu (tzv. první světlo) z roku 2024 na 2025.[36]

- V polovině roku 2020 byla z důvodů pandemie covidu-19 přerušena výstavba základů budovy dalekohledu.[37]
- V červnu 2021 obnovilo italské konsorcium ACe práce na kupoli a dalších hlavních strukturách dalekohledu.[37] Zároveň se posunul termín pro uvedení do zkušebního provozu na září 2027.

- V červnu 2023 ohlásilo ESO, že stavba dalekohledu je ve své polovině.[38] Zrcadla M2 a M3 byla tou dobou odlita a leštila se a deformovatelné zrcadlo M4 bylo integrováno do nosné konstrukce. Šest laserů, které jsou základní součástí adaptivní optiky dalekohledu, bylo vyrobeno a předáno ESO ke zkouškám. Se zahájením pozorování se počítá v roce 2028.

- V říjnu 2023 byla do základů budovy vložena časová schránka s dokumenty pro budoucí generace. Obsahovala např. skleněnou plaketu od bývalé prezidentky Chile Michelle Bachelet Jeriaové, protokolární pero chilské vlády, kresby chilských dětí (krajiny severního Chile, astronomické objekty a dalekohledy ESO) nebo koláže fotografií zaměstnanců ESO.[39]

- V lednu 2024 dorazilo na Observatoř Paranal prvních 18 segmentů hlavního zrcadla.[40] V červnu téhož roku byl pak v německé firmě Schott vyroben poslední z 949 segmentů.[41]

- Začátkem roku 2025 byla uveřejněna zpráva, že zahájení povozu dalekohledu se posunuje na rok 2030 s tím, že první světlo by měl dalekohled  „spatřit“ v březnu 2029.[42]